# Ciałka Guarnieriego

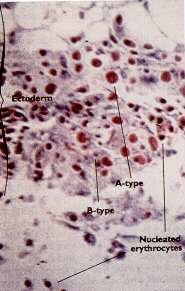
Komórki zawierające cytoplazmatyczne inkluzje typu A z widocznym okołojądrowym halo oraz inkluzje typu B (Guarnieriego)

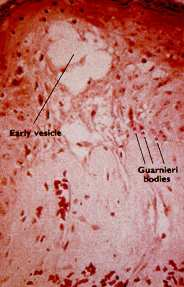
Widoczny pęcherzyk surowiczy wypychający naskórek na zewnątrz

Inkluzje typu B, znane jako ciałka Guarnieriego to wtręty komórkowe znajdowane podczas badania mikroskopowego komórek epitelialnych u osób zarażonych wirusem z rodziny Pokswirusów (łac.Poxviridae), np. wirusem ospy prawdziwej (łac. Variola virus) lub wirusem krowianki (łac.Vaccina virus). W komórkach barwią się eozyną, wyglądają jak różowe pęcherzyki w cytoplazmie zarażonych komórek nabłonkowych. Brak ciałek Guarnieriego nie może być czynnikiem wykluczającym zakażenie.
Inkluzje typu B to miejsca replikacji wirusa i znajdowane są w komórkach zakażonych wirusem z grupy Poxvirus, podczas gdy inkluzje typu A są silnie eozynofilowe i znajdowane wyłącznie przy infekcji konkretnymi wirusami tej grupy.
Nazwa wtrętów pochodzi od nazwiska włoskiego lekarza Giuseppe Guarnieri.